# Synagoga Sendera Dykiermana w Łodzi
Synagoga Sendera Dykiermana w Łodzi – prywatny dom modlitwy znajdujący się w Łodzi przy ulicy Pieprzowej 20.
Synagoga została zbudowana w 1898 roku z inicjatywy Sendera Dykiermana. Mogła ona pomieścić 30 osób. Podczas II wojny światowej hitlerowcy zdewastowali synagogę.